# سابوتارا
سابوتارا (بالإنجليزية: Saputara) هي مدينة تقع في ساهيادريس أو غاتس الغربية. مدينة سابوتارا هي وجهة سياحية وجزء من منطقة دانغ في ولاية غوجارات، الهند.

## التركيبة السكانية
وفقًا للتعداد السكاني الصادر عام 2011 في الهند، يبلغ عدد سكان منطقة سابوتارا 2,968 نسمة، حي تضم 1,031 ذكرًا و1,937 أنثى. معدل معرفة القراءة والكتابة في سابوتارا هو 87.4%. وبالتالي فإنه أعلى مقارنةً بمعدل 75.2% في منطقة دانجس. يبلغ معدل معرفة القراءة والكتابة في سابوتارا بين الذكور 89.73% في حين يبلغ بين الإناث 86.29%.